# Idioma gela
La lengua gela es una lengua dividida en tres dialectos en cuatro islas en las islas centrles de las Islas Salomón. Cada uno de estos dialectos es similar con el resto, difiendo en pequeños rasgos fonológicos.

## Números en gela
1. keza
2. rua
3. tolu
4. vati
5. lima
6. ono
7. vitu
8. alu
9. ziwa
10. zangavulu